# Пьерро, Тео
Тео Пьерро (фр. Théo Pierrot; род. 1 января 1994, Нанси, Франция) — французский футболист, опорный полузащитник клуба «Ломмел».

## Биография
Тео Пьерро родился 1 января 1994 года в Нанси. Является воспитанником клуба «Мец». В 2015 году Пьеро подписал контракт с «Сереном» из второго бельгийского дивизиона.
Во время своего пребывания в «Серене» Пьеро был одним из ключевых игроков команды, которая поднялась из третьего дивизиона в высший дивизион бельгийского футбола Жюпилер Про-Лигу, сумев стать капитаном команды. Всего за клуб провел 161 официальных матчей, забив 13 мячей.
31 января 2022 года перешел в «Ломмел».